# Pegagan Julu V
Pegagan Julu V is een bestuurslaag in het regentschap Dairi van de provincie Noord-Sumatra, Indonesië. Pegagan Julu V telt 2032 inwoners (volkstelling 2010).